# هانتر × هانتر
هانتر × هانتر (به ژاپنی: ハンター×ハンター Hantā Hantā؛ Hunter × Hunter) که هانتر هانتر (بدون خوانش ایکس) خوانده می‌شود؛ مجموعه مانگای ژاپنی نوشته یوشیهیرو توگاشی است که از روی آن دو مجموعه تلویزیونی انیمه هم ساخته شده است. اولین قسمت مانگای هانتر × هانتر توسط شوئیشا در ماه مارس سال ۱۹۹۸ در هفته‌نامه شونن جامپ پخش شد و انتشار آن تاکنون ادامه دارد.

## انیمه
از ۱۶ اکتبر سال ۱۹۹۹ تا ۳۱ مارس سال ۲۰۰۱ یک مجموعه تلویزیونی انیمه ۶۲ قسمتی، ساخت استودیوی نیپون انیمیشن و به کارگردانی کازوهیرو فوروهاشی از شبکهٔ فوجی تلویژن پخش شد. این مجموعه تلویزیونی، ۳ سری اووی‌ای که مجموعاً ۳۰ قسمت بودند در پی داشت. این اقتباس ۹۲ قسمتی تا فصل «جزیره طمع» (Greed Island) از مانگا را پوشش داد.
از ۲ اکتبر سال ۲۰۱۱، یک مجموعه تلویزیونی جدید به تعداد ۱۴۸ قسمت، ساخت استودیوی مدهاوس، از کانال نیپون تلویژن پخش شد که این مجموعه اقتباس جدیدی از روی مانگا بود و ارتباطی با انیمهٔ سریالی که در سال ۱۹۹۹ ساخته شد ندارد. این انیمه در رتبه‌بندی سایت مای‌انیمه‌لیست ششمین انیمه برتر تاریخ است.

## داستان
- Hunter C Hunter 1999:

گون (شخصیت اصلی داستان) که پسری کنجکاو است در آرزوی پیدا کردن پدر خود، روستای خود را ترک کرده و به ماجراجویی می‌پردازد، در حین ماجراجوی با افرادی آشنا می‌شود به نام‌های کیلوا، کوراپیکاو … که در تمام مسیر انیمه دنبال این شخصیت هستند.
- Hunter X Hunter 2011:

هانتر (به معنی شکارچی) کسی است که برای انجام عملیات خطرناک به تمام نقاط دنیا سفر می‌کند. در اعماق سرزمین‌های ناشناخته و برای به دست آوردن گنجینه‌های مخفی. «گون» پسر یک هانتر است که مدتهای مدیدی است پدرش ناپدید شده است. او معتقد است اگر راه پدرش را ادامه بدهد، می‌تواند بالاخره او را پیدا کرده و به خانه بازگرداند. «گون» به محض این‌که پا به سن ۱۲ سالگی می‌گذارد، خانه را به قصد شرکت در آزمون انتخاب هانتر ترک می‌کند. آزمونی پر از امتحانات مرگبار. در این سفر او سه دوست صمیمی پیدا می‌کند. «کوروپیکاً مشتاق گرفتن انتقام، “لئوریو» دکتر و «کیلواً آدمکش سابق. هر ۴ نفر آن‌ها برای عبور از مراحل سخت این امتحان با یکدیگر همکاری می‌کنند. این انیمه بر اساس مانگایی با همین نام به قلم “توگاشی یوشیهیرو» ساخته شده است.

## شخصیت‌ها

### کیلوا زولدیک
شخصیت اصلی همراه با گون و دوستانش، عضو خانواده شکارچی و قاتل است او همواره شخصیتی خشن و خونسرد همانند یک قاتل حرفه ای را دارد ولی در مقابل محبت و دوستی که با گون داشته اخلاق و احساسات او دچار تغییر و تحولاتی در طول مسیر داستان می‌شود! کیلوا مهارت‌های آدمکشی خود را از برادر بزرگترش فرا گرفته و با توجه به استعدادهای فردی که دارد قدرتش را چند برابر کرده است. جالب است بدانید بدن کیلوا ضدسم است و نگزیر حتی اگر پادزهر سمی به او ندهند اتفاقی نمی‌افتد !در پاور سیستم سریال کیلوا یک تبدیل کننده است چرا که می‌تواند نن خود را به شکل برق و الکتریسته تبدیل کند!

### ایلومی زولدیک ﴿illumi zoldick﴾
ایلومی برادر بزرگ‌تر کیلوا و همین‌طور فرزند ارشد خانواده زولدیک.
ایلومی به کمک نن خود که در سوزن‌هایش وجود دارد، مرتکب قتل می‌شود. ایلومی ممکن است در نگاه اول بیگناه به نظر برسد اما او می‌تواند خیلی بیرحم و ترسناک باشد. او به خواهر و برادرهایش اهمیت زیادی می‌دهد اما ان را واضح نشان نمی‌دهد و ضاهر سردی به خود می‌گیرد. بهترین دوست او و تنها دوست او هیسوکا موروست که او هم یک قاتل است. جالب است بدانید بدن کیلوا ضدسم است و نگزیر حتی اگر پادزهر سمی به او ندهند اتفاقی نمی‌افتد.

### کوموگی
کوموگی دختری نوجوان و نابینا بود که مروئم، پادشاه مورچه‌ها در آغاز قصد نابودی اورا داشت ولی رفته رفته رابطه احساسی و عاطفی عمیقی میان این دو شخصیت رخ داد به طوری که مروئم چند بار برای حفظ جان کوموگی تلاش کرد.
فضای احساسی بین کوموگی و مروئم و رشد شخصیت مروئم به دنبال این ارتباط احساسی، از نقاط عطف این آرک بود